# Tia Carrere

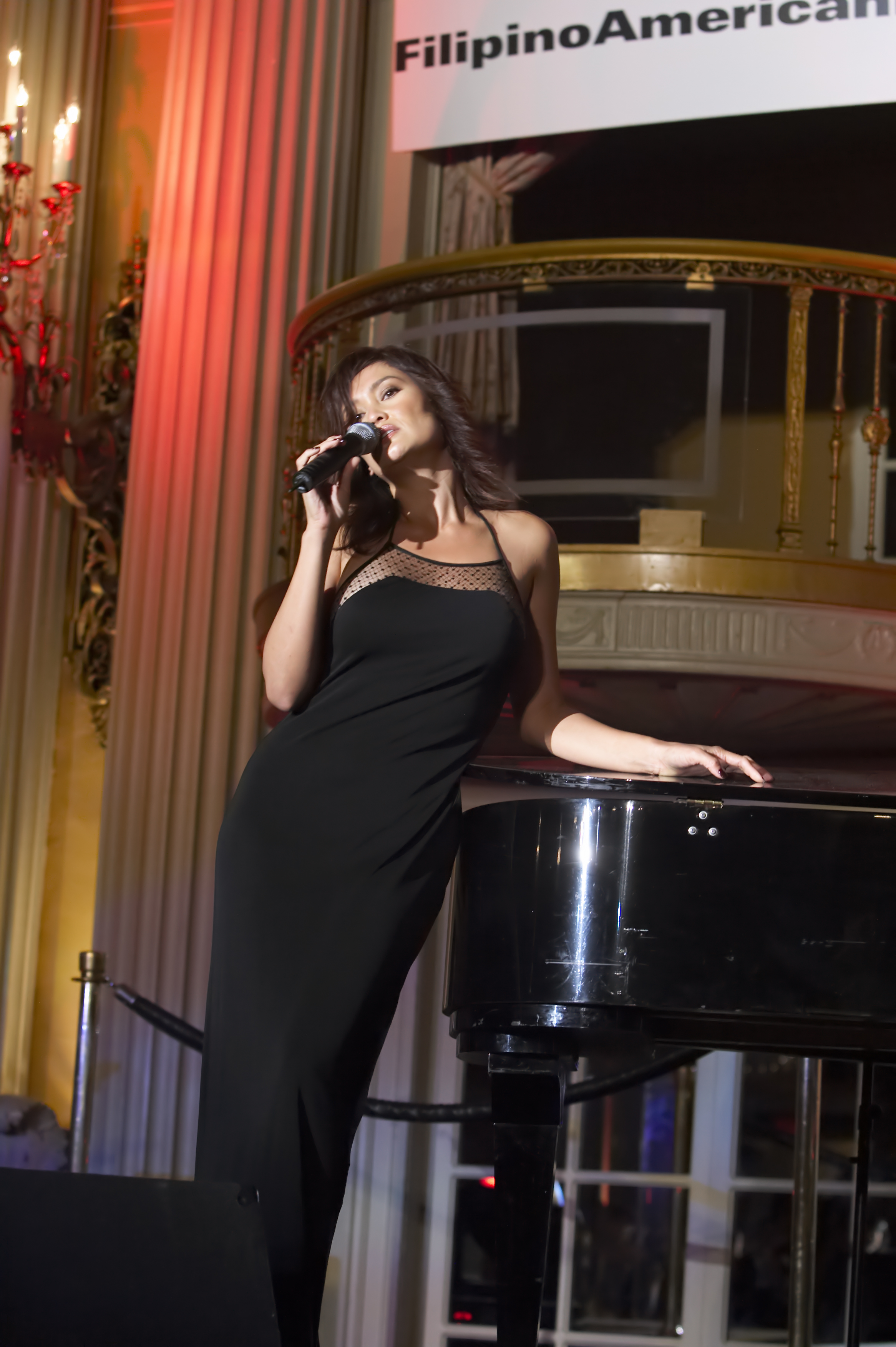
Tia Carrere na Filipino American Library Spirit Awards w Los Angeles w 2006 roku

Tia Carrere, właśc. Althea Rae Duhinio Janairo (ur. 2 stycznia w 1967 w Honolulu) – amerykańska aktorka, modelka i piosenkarka chińsko-hiszpańsko-filipińskiego pochodzenia. Popularności przysporzył jej udział w filmie Świat Wayne’a.

## Życiorys
Carrere zaczynała pracę jako modelka, a jej pierwsze role to udział w telewizyjnych reklamach. Okazjonalnie pojawiała się również w pojedynczych odcinkach takich seriali jak MacGyver czy Drużyna A. Uwagę publiczności zwróciła na siebie rolą w popularnym filmie Świat Wayne’a, gdzie ukazała też swoje zdolności wokalne. Na dużym ekranie zadebiutowała w roku 1986 w horrorze klasy B pt. Zombie Nightmare. W serialu Łowcy skarbów zagrała Sydney Fox, bojową i sprytną poszukiwaczkę skarbów.

## Filmografia

### Filmy
- 1986: Koszmar Zombi (Zombie Nightmare) – Amy
- 1988: Hawajskie wakacje (Aloha Summer) – Lani
- 1989: Czyste złoto (Fine Gold)
- 1989: The Road Raiders – Diane
- 1990: Wróg (Fatal Mission) – Mai Chong
- 1990: Instant Karma
- 1991: Harley Davidson i Marlboro Man (Harley Davidson and the Marlboro Man) – Kimiko
- 1991: Ostry poker w Małym Tokio (Showdown in Little Tokyo) – Minako
- 1992: Little Sister – Adrienne
- 1992: Intymny nieznajomy (Intimate Stranger) – Mai Chang
- 1992: Świat Wayne’a (Wayne’s World) – Cassandra Wong
- 1993: Wschodzące słońce (Rising Sun) – Jingo Asakuma
- 1993: Quick – Janet Sakamoto
- 1993: Świat Wayne’a 2 (Wayne’s World 2) – Cassandra Wong
- 1994: Złe intencje (Hostile Intentions) – Nora
- 1994: Ścigani przez strach (Treacherous) – dr Jessica Jamison
- 1994: Prawdziwe kłamstwa (True Lies) – Juno Skinner
- 1995: My Teacher’s Wife – Vicky Mueller
- 1995: Nieśmiertelni (The Immortals) – Gina Walker
- 1995: Sędzia kalosz (Jury Duty) – Monica Lewis
- 1995: Chybiony cel (Hollow Point) – Diane Norwood
- 1996: Zagniewani młodociani (High School High) – Victoria Chapell
- 1997: Ponad światem (Top of the World) – Rebecca Mercer
- 1997: Kull Zdobywca (Kull the Conqueror) – Akivasha
- 1997: Wróg naturalny (Natural Enemy) – Christina D’Amelio
- 1998: 20 randek (20 Dates) – Tia Carrere
- 1998: Tropiciel (Dogboys) – Jennifer Dern
- 1998: Napiętnowane miasto (Scar City) – Candy
- 1999: Powrót Merlina (Merlin: The Return) – dr Joan Maxwell
- 1999: Wymarzony facet (Meet Prince Charming) – Samantha Feld
- 1999: Pięć asów (Five Aces)
- 2002: Śnieżne psy (Snow Dogs)
- 2004: Między złem a złem (Torn Apart) – Vicki Westin
- 2005: Niebezpieczny przyjaciel (Back in the Day) – Loot
- 2005: Supernowa (Supernova) – Lisa Delgado
- 2008: Dark Honeymoon – Miranda
- 2009: Wild Cherry – panna Haumea
- 2009: Znokautowani (Hard Breakers) – Jodie
- 2010: Nie można pocałować panny młodej (You May Not Kiss the Bride) – Lani
- 2012: Podniebny horror (Collision Course) – Kate Parks
- 2013: Final Recourse – Michelle Gaines
- 2014: The Girl – matka
- 2014: Gutshot Straight – Leanne
- 2016: Rozróba w Manili (Showdown in Manila) – Pani Catherine Wells
- 2017: Palm Swings – Pani Cherry Bomb
- 2022: Świąteczna niespodzianka (Easter Sunday) – Ciocia Theresa
- 2024: Waltzing with Brando – Madame Leroy
- 2025: Lilo & Stitch – Pani Kekoa

### Seriale
- 1985: Niebezpieczne ujęcia (Cover Up) – panna Philippines
- 1985: Airwolf – Kiki Tinabi
- 1985: Szpital miejski (General Hospital) – Jade Soong Chung, R.N.
- 1986: Drużyna A (The A-Team) – Tia
- 1987: Rok w piekle (Tour of Duty) – Lang
- 1988: Noble House – Venus Poon
- 1988: MacGyver – Lisa Chan / Tiu
- 1989: Anything But Love – Cey
- 1990: Friday the 13th – Michiko Tanaka
- 1990: Zagubiony w czasie (Quantum Leap)
- 1990: Świat według Bundych (Married... with Children) – Piper Bauman
- 1992: Opowieści z krypty (Tales from the Crypt) – Scarlett
- 1999: Łowcy skarbów (Relic Hunter) – Sydney Fox
- 2006: Życie na fali (The O.C.) – Dean Torres
- 2007: Pohamuj entuzjazm (Curb Your Enthusiasm) – Cha-Cha
- 2007: Bez skazy (Nip/Tuck) – kochanka Dark Pain
- 2007: Teraz ty! (Back To You) – Maggie
- 2009: CSI: Kryminalne zagadki Miami (CSI: Miami) – Jacqueline Parsons
- 2010: Magazyn 13 (Warehouse 13) – agentka Katie Logan
- 2011: Combat Hospital – Jessica Draycott
- 2011: Bez litości (True Justice) – Lisa Clayton
- 2012: Bez powrotu (In Plain Sight) – Lia Hernandez
- 2013: Taken for Ransom – Michelle Gaines
- 2013: The Birthday Boys – Tia
- 2016: Family Guy – Hawajska
- 2019: AJ and The Queen – Lady Ryzyk-Fizyk

## Dubbing
- 1999: The Night of the Headless Horseman – Katrina Van Tassel
- 2002: Lilo i Stitch (Lilo & Stitch) – Nani
- 2003: Lilo i Stich (Lilo & Stitch: The Series) – Nani
- 2003: Stich: Misja (Stich! The Movie) – Nani
- 2003: Kaczor Dodgers (Duck Dodgers) – Królowa Marsjan
- 2003: Megas XLR – Darklos
- 2004: Johnny Bravo – Tia
- 2005: Lilo i Stich 2: Mały feler Sticha (Lilo & Stitch 2: Stitch Has a Glitch) – Nani
- 2005: Amerykański smok Jake Long (American Dragon: Jake Long) – Yan-Yan
- 2005: Aloha, Scooby Doo (Aloha, Scooby-Doo!) – Snookie
- 2006: Leroy i Stich (Leroy & Stitch) – Nani
- 2010: Scooby Doo i Brygada Detektywów (Scooby-Doo! Mystery Incorporated) – Judy Reeves / Amy

## Dyskografia

### Albumy
- 2003: Dream
- 2006: Tia Carrera
- 2007: Hawaiiana
- 2008: 'ikena
- 2009: He Nani
- 2010: Huana Ke Aloha
- 2011: Cosmic Priestess

### Single
- 2004: State of Grace / I Wanna Come Home With You